# Neuendorf (Zwitserland)
Neuendorf is een gemeente en plaats in het Zwitserse kanton Solothurn en maakt deel uit van het district Gäu.

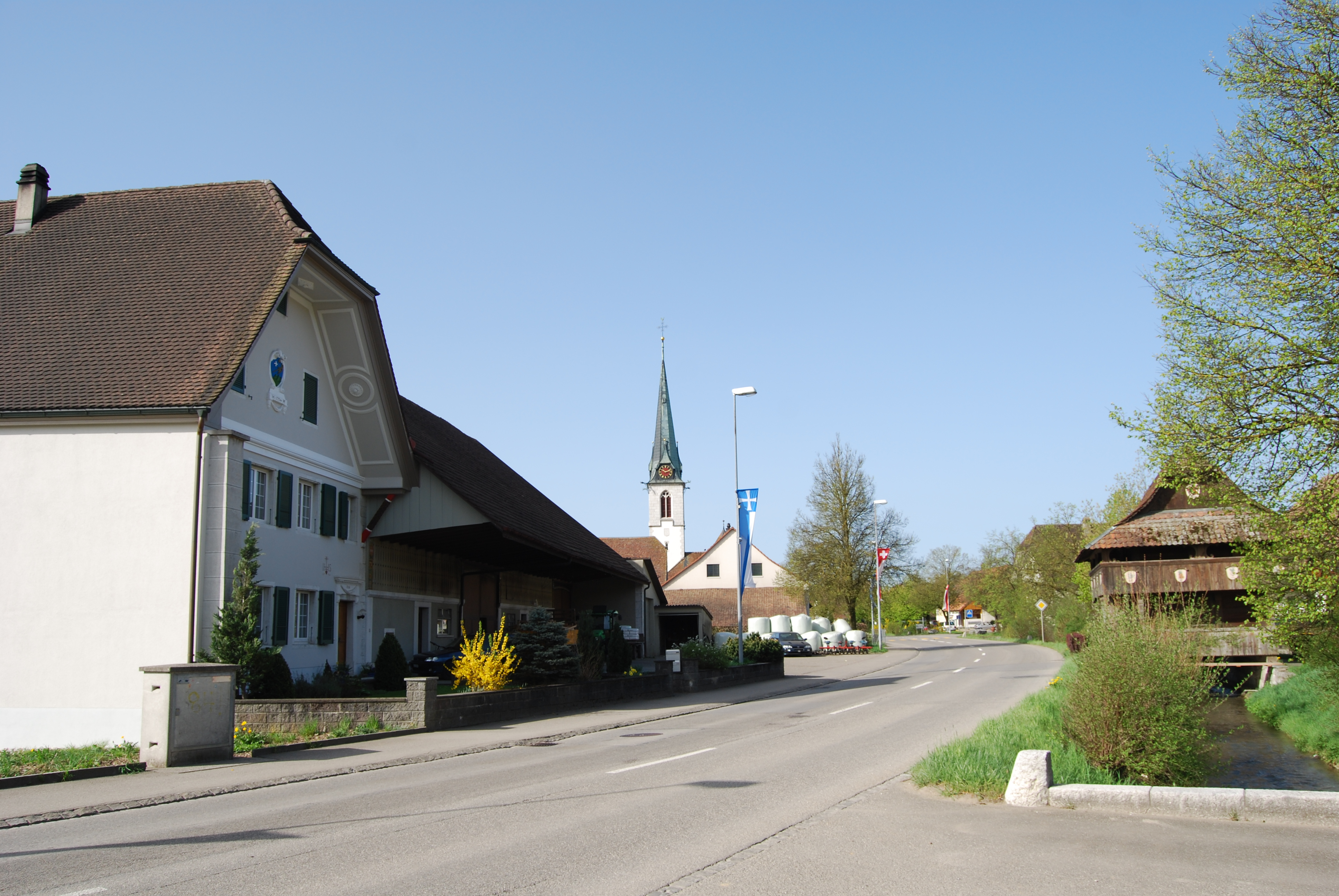
Neuendorf

Neuendorf telt 1904 inwoners.